# Juan Loriga y Reguera
Juan de Loriga y Reguera (* Santiago de Sigrás, Galicia, 1788 - † Santiago de Cuba, 9 de agosto de 1829) fue un militar español natural de Galicia. Finalizada la lucha contra los franceses marchó a América donde combatió en los ejércitos realistas de Chile y el Perú. Posteriormente pasó a Cuba donde se desempeñó como gobernador del departamento oriental de la isla hasta su muerte.

## Biografía
Fue hijo del coronel Domingo Antonio Loriga y de doña Josefa Reguera, nació en el pequeño pueblo de Santiago de Sigrás, a los 14 años se enlistó en el ejército con motivo de la invasión de los franceses sirviendo en la artillería a caballo y alcanzando cierta nombradía en los ejércitos de Extremadura, de su celo y actividad en el servicio refiere una anécdota que habiendo recibido la orden de requisar caballos para el tiro de los cañones el primero que ordenó confiscar fue el de su padre y las yeguas de coche de unas tías suyas.
Finalizó la guerra en España con el grado de coronel y en 1818 formó parte de la última expedición militar que como refuerzo a los realistas de América partió de la metrópoli; junto al teniente coronel Fausto del Hoyo y algunos restos del segundo batallón de Cantabria desembarcó en Talcahuano, incorporándose al ejército realista acantonado en Valdivia., aburrido por las pugnas internas de los jefes realistas de Chile se separó de este ejército y paso al Perú, en donde participó, entre otras acciones, en la incursión del general José de Canterac sobre Lima en 1821 y en la batalla de Ica en 1822, ascendió seguidamente a brigadier y comandante general de caballería del ejército del Norte en 1823. A principios de 1824 fue enviado por el virrey La Serna a España a dar cuenta de la desesperada situación del virreinato, las noticias del desastre de Ayacucho le sorprendieron en la metrópoli librándose de esta manera de los compromisos políticos y responsabilidades que recayeron sobre los otros jefes realistas. En 1825 fue nombrado mariscal de campo y paso a servir en la isla de Cuba, donde ejerció el cargo de gobernador departamental hasta su muerte, ocurrida por fiebre amarilla, el 9 de agosto de 1829.

## Matrimonios
Encontrándose en Madrid, en 1825, contrajo matrimonio con la limeña Juana de la Pezuela, hija del virrey Joaquín de la Pezuela la cual falleció poco después debido a una complicación durante el parto. Durante su estadía en Cuba, en 1829 y poco antes de contraer una mortal enfermedad tropical, contrajo nuevo matrimonio con la dama Mariana Kindelan y Mozo de la Torre, hija de una aristocrática familia criolla de la isla.